# Kondariótissa
Kondariotissa (griego: Κονταριώτισσα), también Kontariotissa, a veces conocida como Kountouriotissa (Κουντουριώτισσα), es un pueblo o villa en la parte norte de Grecia. Está ubicada en la unidad periférica de Pieria, al sur de la capital de esta, Katerini, y pertenece al municipio de Díon-Olimpo. La población de Kondariotissa es 1981 (2001 est.).
El acceso más cercano a la vía GR-1 se ubica al Este a tres o cuatro millas de distancia. La ocupación principal de sus población es participar de las faenas relacionadas con el cultivo del tabaco.
La Iglesia Bizantina de la Virgen María es uno de los lugares que más atrae visitantes (Naos Kimiseos Theotokou). También existe un nuevo monasterio denominado Osios Ephrem, construido en 1983.
La población de Kondariotissa se remonta a tiempos antiguos cuando se solía denominar con el mote de Pieris (Πιερίς, en griego). El nombre de Pieria tiene su origen en las tribus antiguas de Pieris. El nombre de Pieris también se explica a base de las áreas revestidas de lomas que abundan en esta zona. El nombre de Kondariotissa se consolidó en la época medieval.
La principal fuente de producción para los cerca de 2000 habitantes emana del tabaco. El 1º de julio de 2002, una tormenta de granizo devastó la cosecha y las fincas, hecho que arruinó gran parte de la producción tabacalera. Hoy, la mayoría de sus habitantes son criadores. 

## Geografía
- Ubicación
  - Longitud: 22.46 (22°27'46") E
  - Latitud: 40.225 (40°13'36") N
- Código Postal: 601 00
- Elevación: 60 metros
- Código telefónico: +11+30-23510 (030-23510)

## Población a través de la historia
| Año  | Población | Cambio |
| ---- | --------- | ------ |
| 1981 | 1,390     | - ___  |
| 1991 | 1,717     | - +327 |
| 2001 | 1,981     | - +264 |

## Tradición

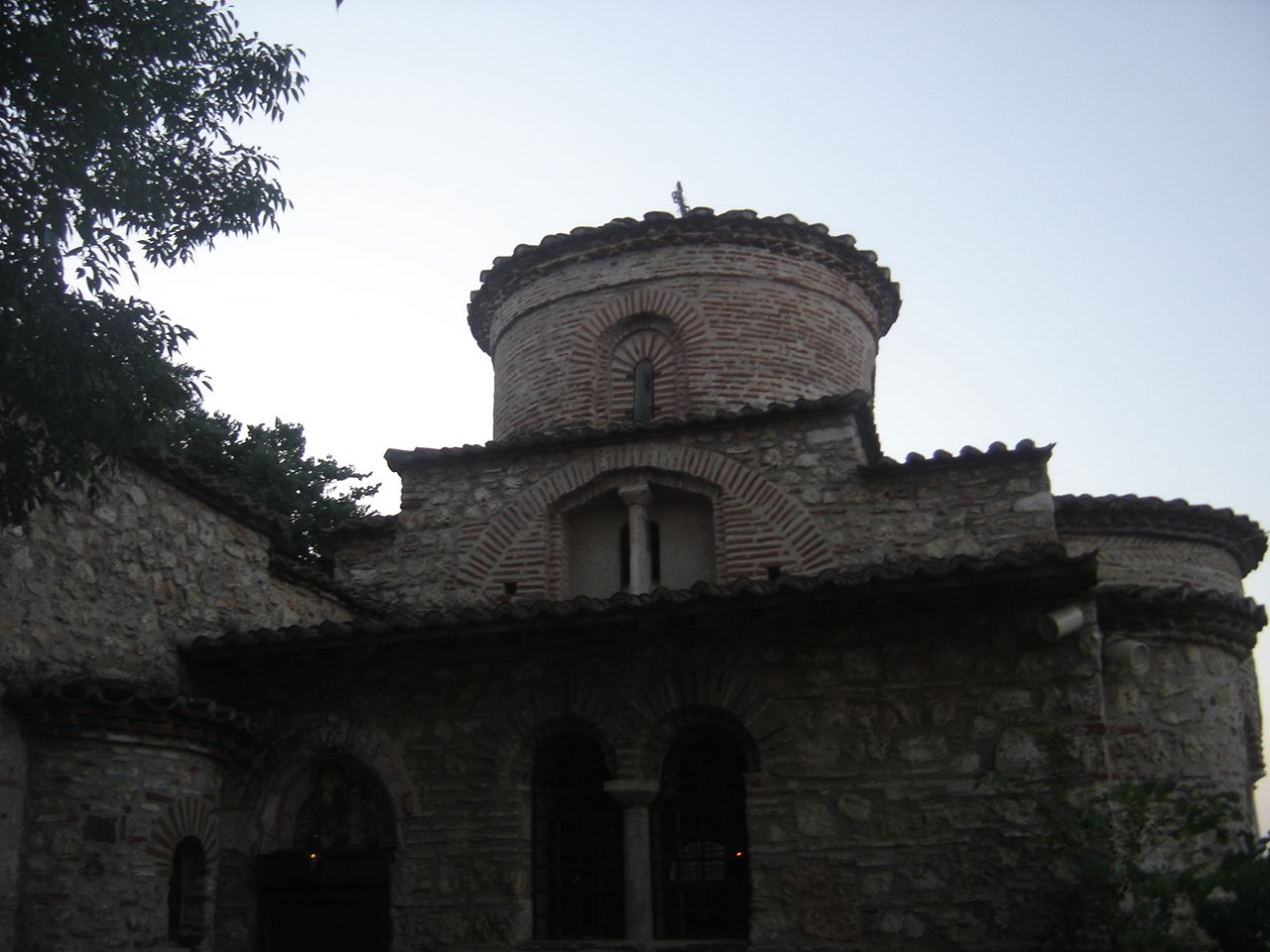
La Iglesia Bizantina de la Virgen María en la villa de Kondariotissa.

Kondariotissa cuenta con un pequeño jardín de infancia, una escuela, iglesia, casa alcaldía y plaza. Además, existe una Asociación Cultural activa llamada “Pieres”.
Una de las tradiciones principales es la quema de Judas, llamada Οβρηός (Ovrios). Esta tradición prevalece no solo en Macedonia sino que también en otras áreas de Grecia. Dicha tradición se considera como una que emanó de los refugiados griegos que llegaron a la Grecia actual desde Yenikoy en Asia Menor. Dichos refugiados llegaron a Kondariotissa como resultado de la crisis de Asia Menor que estalló en 1923.
La tradición de Ovirios se celebra cada año, sólo el día de Viernes Santo, en el que la Pasión de Cristo es lamentada por los cristianos ortodoxos que permanecen justo afuera de la iglesia. Los niños y jóvenes preparan la hoguera en la mañana del mismo día de Viernes Santo. Visten a un títere en ropa de persona anciana que, a su vez, es erguida en una estaca alta que evoca a Judas Iscariote y su traición a Jesucristo. La población prende fuego a la imagen de Judas y ésta se quema hasta que se consume. 
Luego de esta tradición, se muestra el epitafio.